# 新日本製鐵釜石硬式野球部
新日本製鐵釜石硬式野球部（しんにほんせいてつかまいしこうしきやきゅうぶ）は、岩手県釜石市に本拠地を置き、日本野球連盟に加盟していた社会人野球の企業チームである。

## 概要
1932年、釜石鉱山が『釜石鉱山硬式野球部』として創設。
1934年1月、母体である釜石鉱山を含む1所5社が合併し日本製鐵が誕生し、釜石鉱山は日本製鐵釜石製鉄所となり、チーム名を『日本製鐵釜石硬式野球部』に改称した。1938年に、岩手県勢として初めて都市対抗野球に出場した。
1950年4月、日本製鐵の財閥解体に伴って後継会社3社とともに富士製鐵が発足したため、チーム名を『富士製鐵釜石硬式野球部』に改称した。1959年には第30回都市対抗野球大会で準優勝を果たしている。当時は、「東北の暴れん坊」という異名を持っていた。
1970年3月、母体である富士製鉄と八幡製鐵が合併し新日本製鐵が発足したため、チーム名を『新日本製鐵釜石硬式野球部』に改称した。1977年には、日本選手権に初出場を果たした。
1988年、1989年3月に釜石製鐵所の高炉を閉鎖するのに伴い、合理化の一環として同年11月30日をもって休部することになった。野球を続けることを希望した部員は君津野球部、名古屋野球部などに移籍している。

## 沿革
- 1932年 - 『釜石鉱山硬式野球部』として創部
- 1934年 - 母体の合体により、チーム名を『日本製鐵釜石硬式野球部』に改称
- 1938年 - 都市対抗野球大会に初出場
- 1950年 - 母体の組織解体により、チーム名を『富士製鐵釜石硬式野球部』に改称
- 1959年 - 都市対抗野球大会で準優勝
- 1970年 - 母体の合併により、チーム名を『新日本製鐵釜石硬式野球部』に改称
- 1977年 - 社会人野球日本選手権大会に初出場
- 1988年 - 休部

## 主要大会の出場歴・最高成績
- 都市対抗野球大会 - 出場18回
- 社会人野球日本選手権大会 - 出場5回
- 東日本選抜大会 - 優勝3回（1955年、1956年）
- JABA東北大会 - 優勝3回（1978年、1979年、1982年）

## 出身プロ野球選手
- 沢藤光郎（投手） - 1950年に近鉄パールスに入団
- 高木時夫（捕手） - 1961年に中日ドラゴンズに入団
- 山田久志（投手） - 1968年ドラフト1位で阪急ブレーブスに入団
- 高島覚（投手） - 1987年ドラフト外で中日ドラゴンズに入団
- 足利豊（投手） - 休部に伴い新日本製鐵名古屋に移籍し、1990年ドラフト5位で福岡ダイエーホークスに入団

## かつて在籍した選手・コーチ・監督
- 高橋千秋（投手） - 選手として在籍。1974年ドラフト3位で中日ドラゴンズに指名されるも入団拒否。